# Platylepis rufa
Platylepis rufa är en orkidéart som först beskrevs av Charles Frappier, och fick sitt nu gällande namn av Rudolf Schlechter. Platylepis rufa ingår i släktet Platylepis och familjen orkidéer.
Artens utbredningsområde är Réunion. Inga underarter finns listade i Catalogue of Life.